# Espressività

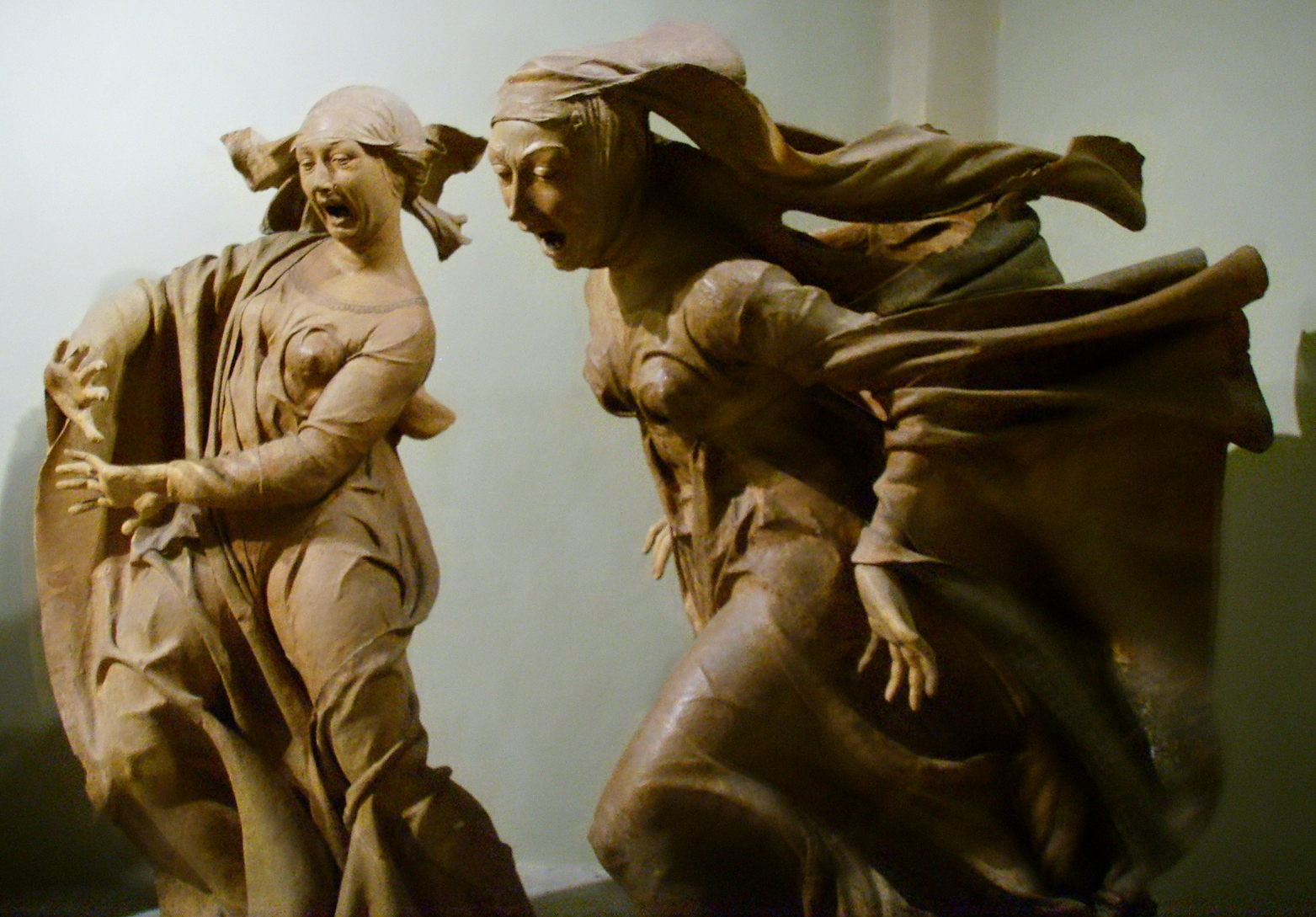
Niccolò dell'Arca, dettaglio del Compianto sul Cristo morto (XV secolo)

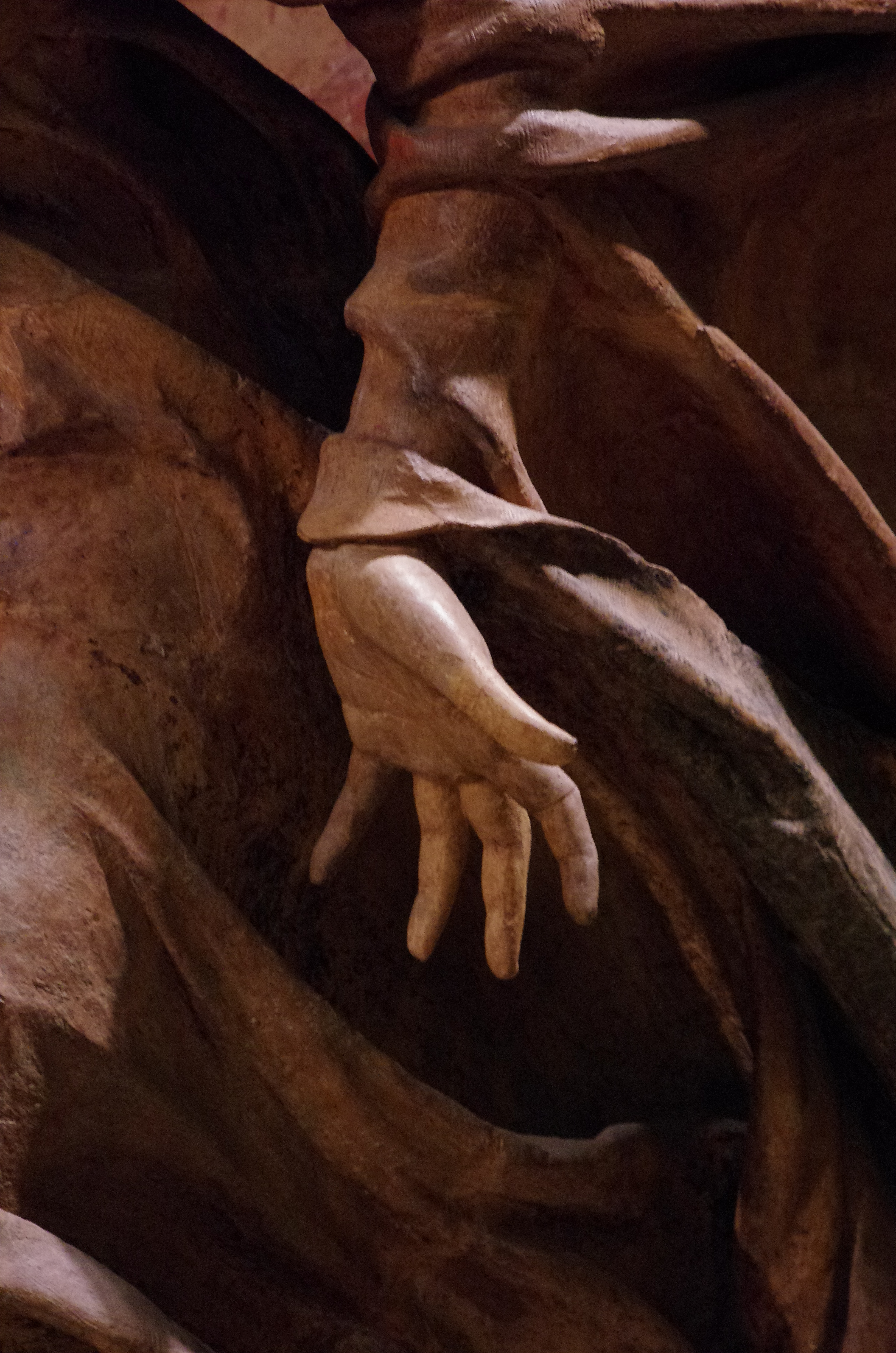
Niccolò dell'Arca, dettaglio del Compianto sul Cristo morto (XV secolo)

L'espressività nelle arti figurative è la qualità di mostrare, tramite gesti e atteggiamenti nei volti delle figure, i sentimenti e gli stati d'animo, in maniera più o meno spiccata.
Ricercata o evitata accuratamente, nei vari periodi della storia dell'arte, l'espressività è uno dei temi fondamentali nel giudizio dell'opera, sia essa scultorea o pittorica o legata ad altre forme di rappresentazione.

## Storia

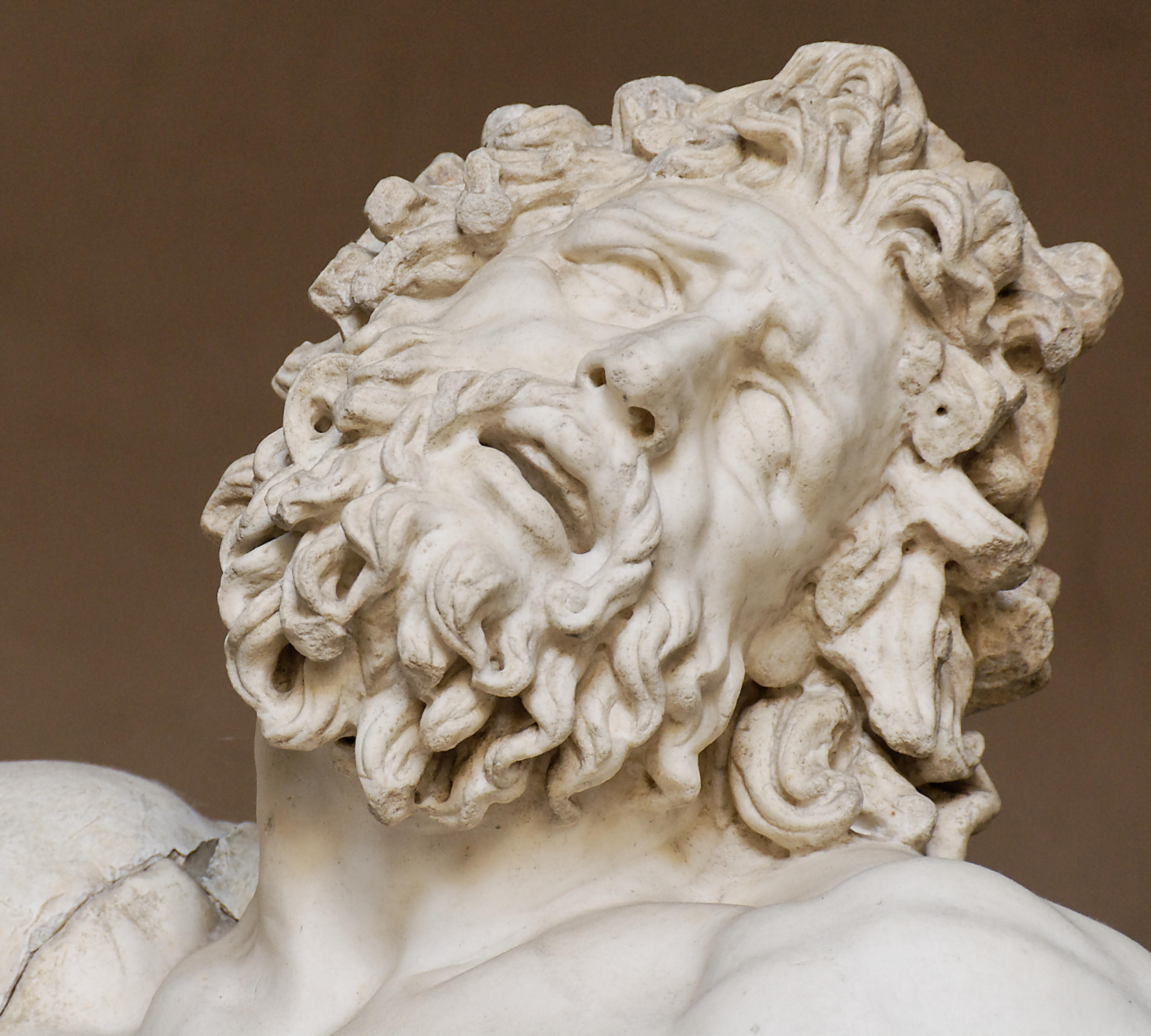
Artista di Pergamo (?), dettaglio del Gruppo del Laocoonte

### Antichità
Nell'antichità la rappresentazione delle espressioni era un tema generalmente poco praticato. Nella scultura greca prevalevano figure composte e ieratiche, nonostante alcuni accenni di sorrisi sui volti di opere del periodo arcaico (il cosiddetto sorriso arcaico), simboleggianti però il raggiungimento di un equilibrio morale e fisico, piuttosto che un vero e proprio stato d'animo. 

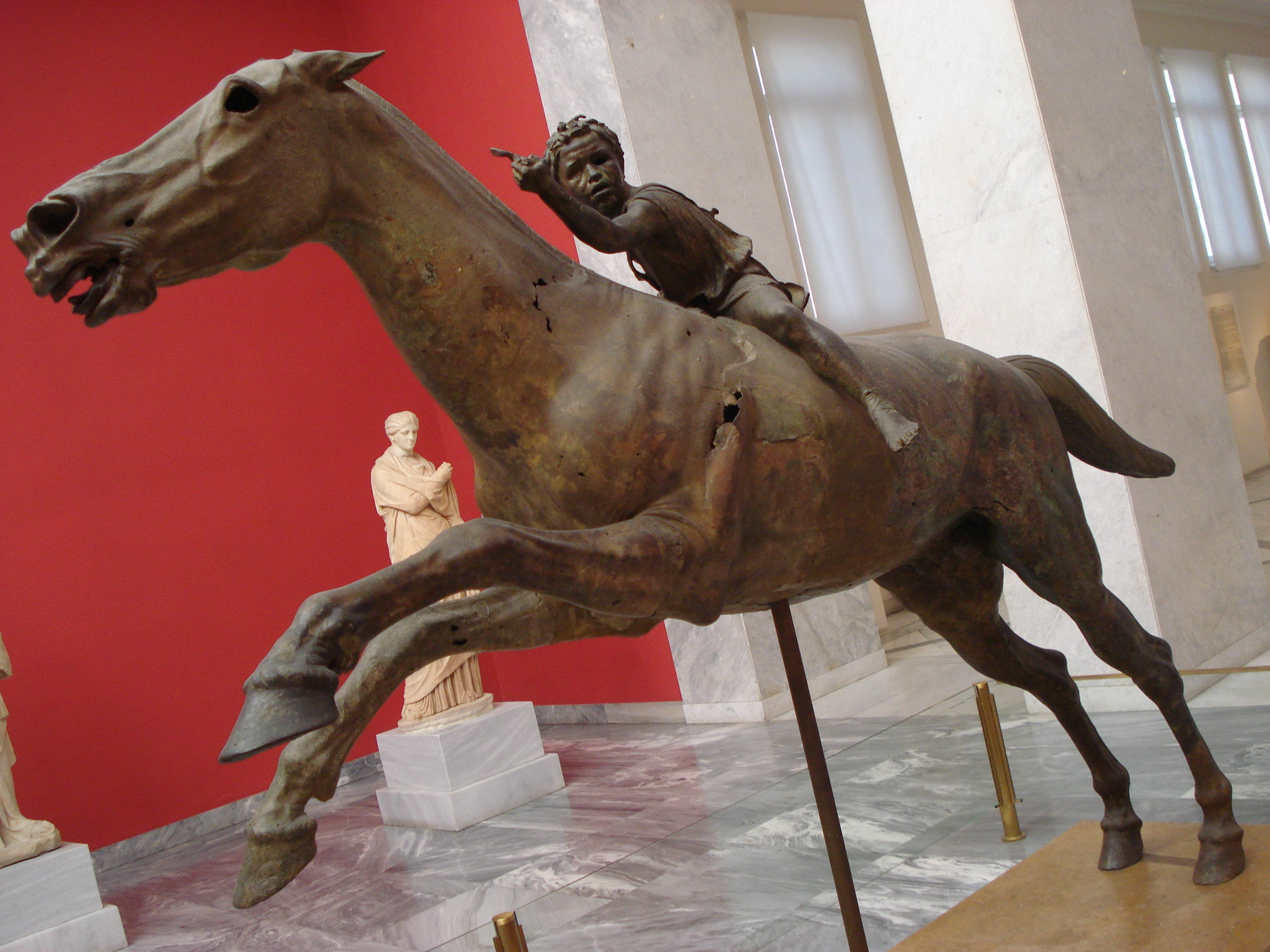
Il fantino di Capo Artemisio, al Museo archeologico di Atene

Per tutto il periodo classico, la ricerca dell'ideale di bellezza perfetta escludeva la rappresentazione marcata di un'espressione, anche in scene concitate come quelle di battaglie mitologiche, dove il pathos era affidato piuttosto alla gestualità e alla dinamica.
Con l'arte ellenistica si arrivò invece a un crescente interesse verso la rappresentazione delle espressioni, per il mutare della committenza che non era più la collettività (interessata quindi a forme più astratte in cui potessero rispecchiarsi tutti), ma singoli principi e mecenati, legati a interessi più personali, quali il "verismo", i sentimenti e la ricerca degli aspetti più intimi dell'esistenza. L'esempio più clamoroso della nuova rappresentazione del sentimento è probabilmente il Gruppo del Laocoonte, in cui i personaggi manifestano con la più alta intensità drammatica la loro sofferenza fisica e spirituale.
Temi e motivi dell'arte greca passarono poi a quella romana. La rappresentazione di sentimenti come il dolore o la frenesia si sviluppò soprattutto legandosi ad alcuni temi, quali i compianti funebri (come il tema della Morte di Meleagro), i riti dionisiaci o le menadi furenti.

### Medioevo

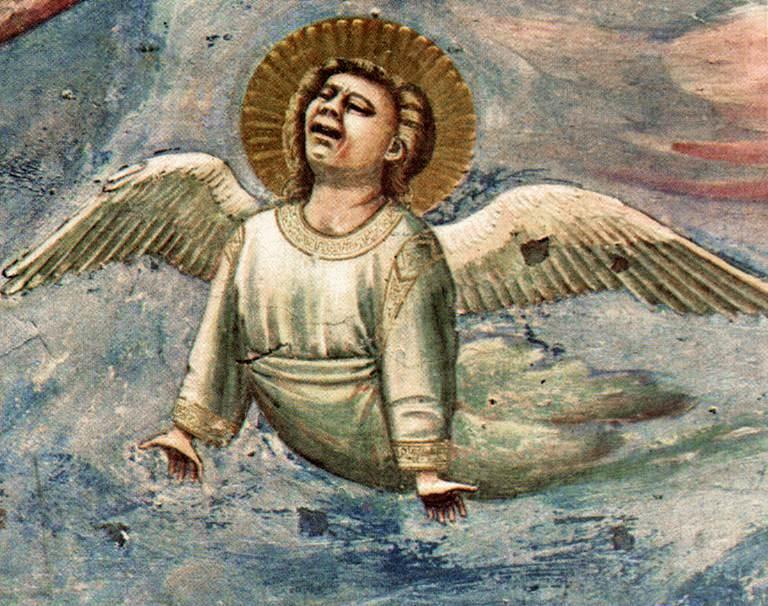
Giotto, dettaglio del Compianto nella Cappella degli Scrovegni

La Chiesa cristiana dei primi secoli dovette provare un certo disagio verso la rappresentazione di sentimenti quali il dolore, e ciò per una serie di ragioni: il rischio di evocare ricordi pagani, le Scritture che indicavano un certo riserbo nella manifestazione dei sentimenti, e infine ragioni dogmatiche. La certezza della resurrezione per un cristiano, infatti, rendeva vana l'esibizione del lutto. Sant'Ambrogio stesso scriveva come la Vergine contemplasse senza piangere il martirio del proprio figlio unigenito. La rappresentazione del dolore quindi, almeno fino a tutto il XII secolo, fu affidata solo ad alcuni gesti rituali, come quello di portarsi le mani al petto e tenere il polso di una con l'altra. Un'eccezione era legata alla rappresentazione dei dannati, nella loro perdizione eterna.
Con le novità della devotio moderna, che prevedeva una certa immedesimazione tra i dolori del fedele e quelli dei martiri, Cristo in primis, si iniziarono a rappresentare figure di maggiore espressività, come il Christus patiens sulla croce ("Cristo sofferente"), con una smorfia dolorosa e gli occhi chiusi.
La rappresentazione del sentimento ebbe nell'Italia del Basso medioevo un particolare accento, legato all'umanizzazione graduale delle figure sacre: se le Madonne tarde di Cimabue e di Duccio accennano già dei primi, leggeri sorrisi, con Giotto e Simone Martini si giunge a forti esplosioni di dolori, in scene come il Compianto della Cappella degli Scrovegni per il primo, o la Pala del beato Agostino Novello del secondo.
Dopo il 1350 solo alcuni pittori proseguirono la strada dell'espressività drammatica, quali Giottino o Giovanni da Milano.

### Rinascimento

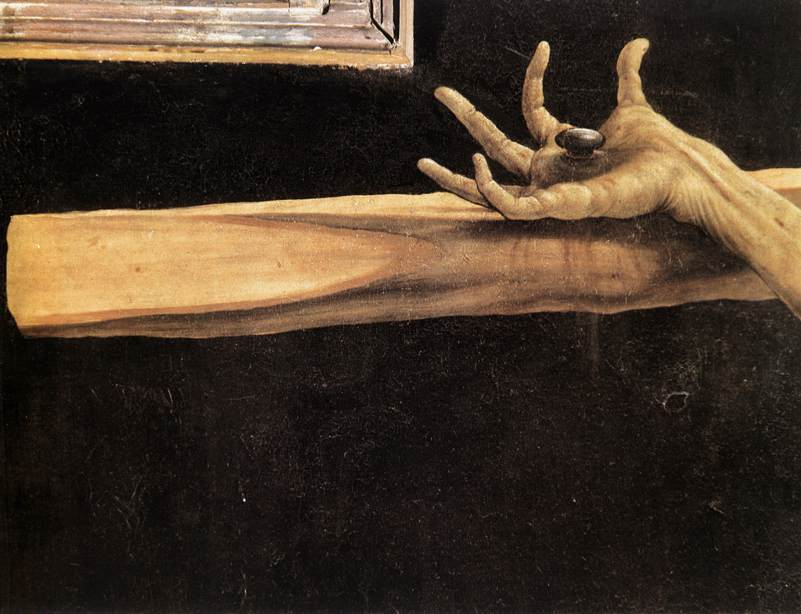
Matthias Grünewald, dettaglio dellAltare di Issenheim

Il recupero della compostezza classica dell'antichità frenò in un certo senso gli artisti del primo Rinascimento nella rappresentazione esplicita dei sentimenti, tranne appunto per quei temi ripresi da esempi antichi molto espressivi: ne è esempio la Deposizione di Donatello che reinterpreta il tema delle Menadi furenti.
Sul fronte pittorico furono soprattutto gli artisti nordeuropei a sviluppare un'intensità espressiva nelle loro opere: Rogier van der Weyden, con opere come la Deposizione del Prado (1435), dipinse personaggi dalle molteplici sfumature psicologiche, pur sempre atteggiati entro i limiti di un dignitoso contegno.
Se in Italia nel secondo Quattrocento iniziò a prevalere nelle figure un tono contemplativo più sospeso (evidente è il successo di pittori come il Perugino), che si trasmise in linea di massima anche alla generazione successiva, nell'Europa del Nord i fremiti e le inquietudini culminanti nella Riforma luterana trovarono espressione in lavori di brutale espressività, come le opere di Matthias Grünewald.
Ciascuno dei più grandi maestri si legò in maniera speciale a un sentimento che era solito ricorrere nelle migliori opere: ambiguità enigmatica per Leonardo, "terribilità" per Michelangelo, serena dolcezza e familiarità per Raffaello.

### Barocco

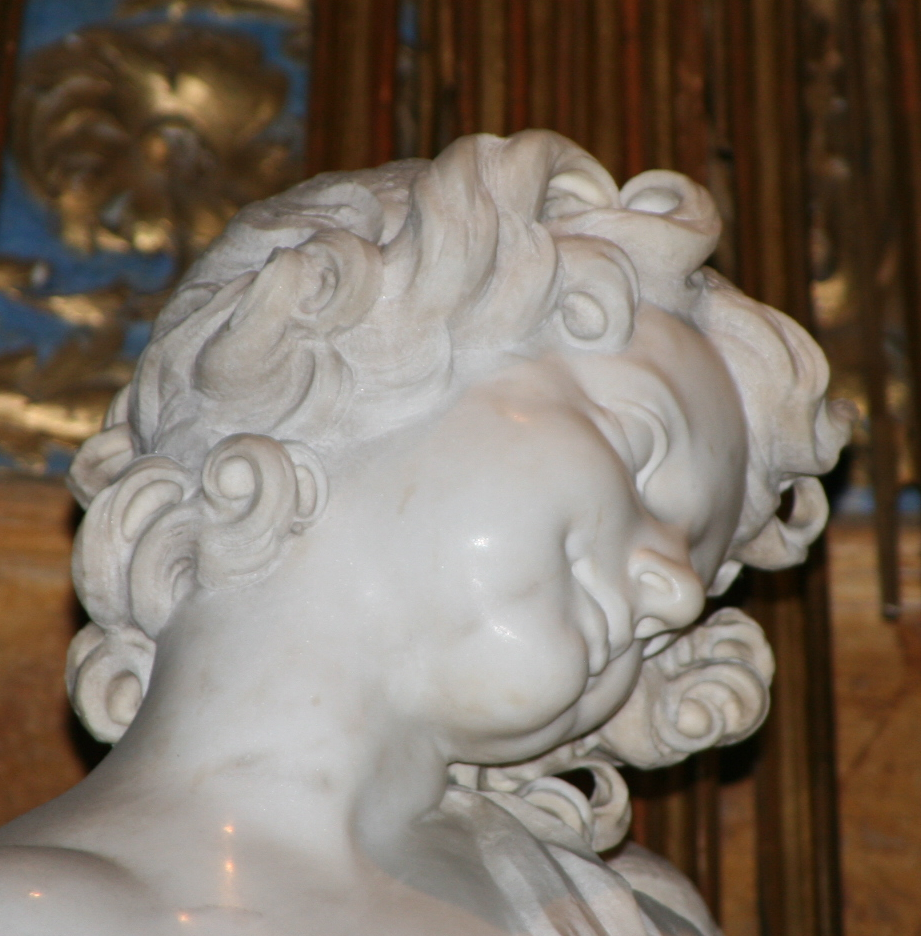
Gianlorenzo Bernini, dettaglio dellEstasi di santa Teresa

La ricerca di una sempre più spigliata veridicità delle immagini portò nel Seicento a ricercare una rappresentazione sempre più marcata e virtuosistica delle più svariate espressioni, che venivano spesso studiate dal vivo. Maestro in questo senso fu Gian Lorenzo Bernini, nelle cui opere si coglie sempre un accento, più velato o molto esplicito, allo stato d'animo dei protagonisti.
Negli artisti della Controriforma la rappresentazione del sentimento divenne un elemento sempre più codificato, con forme via via più scontate e convenzionali, fatte di un repertorio standard di gesti eloquenti, volti patetici, occhi roteati e bocche dischiuse.

### Sette e Ottocento
Lo spopolare delle Accademie significò spesso una ripetizione di modelli convenzionali che interessò spesso anche la rappresentazione del sentimento. Uno dei più quotati pittori del XVIII secolo, Jacques-Louis David, caricò spesso le proprie figure di un'espressività teatrale e forzata, lontana ormai dalla reale quotidianità. Il neoclassicismo, con la sua compostezza, evitò con cura la rappresentazione di sentimenti al di fuori della sfera celebrativa e aulica.
Nel frattempo scuole più innovative iniziarono a ricercare piuttosto immagini più autentiche e spontanee, fatte di gesti ed espressioni quotidiane, quali i realisti e i veristi.

### Novecento

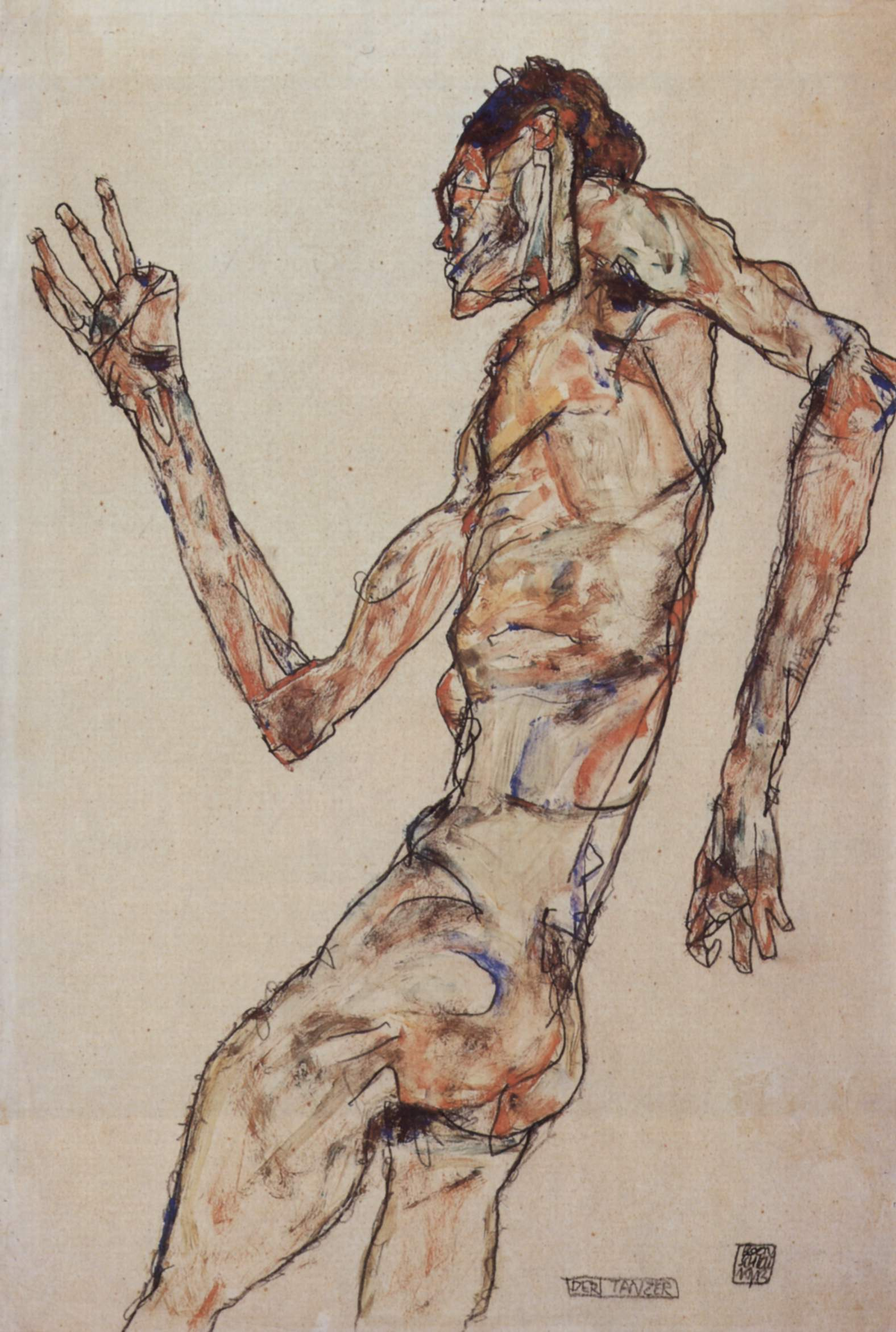
Egon Schiele, Il ballerino (1913)

Nel Novecento il tema dell'espressività iniziò ad avere un nuovo significato, rivestendo un ruolo sempre più importante nella rappresentazione artistica. Oltre ai sentimenti dei soggetti principali agli artisti premeva ormai rappresentare una propria visione personale e interiore del mondo che li circondava, arrivando a portare a galla i propri sentimenti, i quali arrivavano ormai a deformare quanto dipinto o scolpito.
Tale carica emotiva dell'artista si manifestava già nelle opere degli impressionisti, ma è soprattutto nella generazione seguente che si genera una frattura insanabile con la tradizione precedente. Artisti quali Van Gogh, Egon Schiele o tutto il gruppo degli espressionisti tedeschi portano ormai il loro malessere interiore sulla superficie pittorica, creando figure tormentate che rasentano ormai l'allucinazione.